# Liste der Landkreise und kreisfreien Städte in Brandenburg
Das Land Brandenburg ist in insgesamt 14 Landkreise sowie vier kreisfreie Städte untergliedert. Diese Liste der Landkreise und kreisfreien Städte in Brandenburg gibt eine allgemeine Übersicht über diese samt deren wichtigsten Daten. Die derzeitige Verwaltungsgliederung des Landes kam durch die Kreisreform vom 6. Dezember 1993 zustande, bei der die bisherigen 38 Landkreise und sechs kreisfreien Städte neu gegliedert wurden. Einzigartig war dabei, dass keiner der neuen Landkreise nach seiner Kreisstadt benannt wurde.
Das Land Brandenburg ist mit 29.654,36 Quadratkilometern flächenmäßig das fünftgrößte Bundesland der Bundesrepublik Deutschland. Nach Einwohnerzahlen steht es mit 2.554.464 Menschen an zehnter Stelle. Die durchschnittliche Bevölkerungsdichte beträgt 86 Einwohner pro Quadratkilometer, wobei diese innerhalb der einzelnen Landkreise stark variieren kann. So beträgt die Bevölkerungsdichte in der Landeshauptstadt Potsdam 979 Einwohner pro Quadratkilometer, im Landkreis Barnim 130 Einwohner pro Quadratkilometer und im Landkreis Prignitz nur 36 Einwohner pro Quadratkilometer. Bevölkerungsreichster Landkreis ist der Landkreis Potsdam-Mittelmark mit 220.158 Einwohnern, bevölkerungsärmster der Landkreis Prignitz mit 76.148 Einwohnern. Die größte kreisfreie Stadt ist die Landeshauptstadt Potsdam mit 184.290 Einwohnern. Flächenmäßig größter Landkreis ist der Landkreis Uckermark, der mit 3.077,03 Quadratkilometern der sechstgrößte Landkreis Deutschlands ist. Der kleinste Landkreis ist mit 1.223,47 Quadratkilometern der Landkreis Oberspreewald-Lausitz.

## Aufbau
Die nachfolgende Liste ist folgendermaßen aufgebaut:
- Landkreis, kreisfreie Stadt: Name des Landkreises beziehungsweise der kreisfreien Stadt: Die teilweise verwendeten amtlichen niedersorbischen Namen werden[1] kursiv in Klammern gesetzt. Kreisfreie Städte erhalten als solche eine Zeile tiefer einen Hinweis.
- Kreisstadt: Name der Kreisstadt: Bei den kreisfreien Städten ist die Zelle leer.
- Wappen: offizielles Wappen des Landkreises beziehungsweise der kreisfreien Stadt
- Kfz: Kraftfahrzeugkennzeichen der jeweiligen Gebietskörperschaft
- Ew: Einwohnerzahl der jeweiligen Gebietskörperschaften mit Stand vom 31. Dezember 2023[2]
- Fläche: Fläche der jeweiligen Gebietskörperschaften in Quadratkilometern (km²)[3]
- Ew/km²: Bevölkerungsdichte in Einwohner je Quadratkilometer.
- Anmerkungen: weitere Informationen bezüglich angrenzender Bundesländer oder Nachbarstaaten, Besonderheiten und dergleichen
- Bild: ein typisches Bild aus der Region, mit der die jeweilige Gebietskörperschaft identifiziert wird

## Übersicht
| Landkreis, kreisfreie Stadt                 | Kreisstadt         | Wappen                                       | Karte                                                          | Kfz                  | Ew        | Fläche (in km²) | Ew/km² | Anmerkungen | Bild                              |
| ------------------------------------------- | ------------------ | -------------------------------------------- | -------------------------------------------------------------- | -------------------- | --------- | --------------- | ------ | --- | --------------------------------- |
| Barnim                                      | Eberswalde         | Wappen des Landkreises Barnim                | Lage des Landkreises Barnim im Land Brandenburg                | BAR, BER, EW         | 192.776   | 1.479,59        | 130    | grenzt an Berlin und Polen; entstanden aus den Kreisen Bernau, Eberswalde und Teilen von Bad Freienwalde | Kloster Chorin                    |
| Brandenburg an der Havel (kreisfreie Stadt) |                    | Wappen der Stadt Brandenburg an der Havel    | Lage der Stadt Brandenburg an der Havel im Land Brandenburg    | BRB                  | 73.939    | 229,72          | 322    | flächengrößte kreisfreie Stadt Brandenburgs | Dom St. Peter und Paul            |
| Cottbus (Chóśebuz) (kreisfreie Stadt)       |                    | Wappen der Stadt Cottbus                     | Lage der Stadt Cottbus im Land Brandenburg                     | CB                   | 94.778    | 165,62          | 572    | | Altmarkt                          |
| Dahme-Spreewald (Dubja-Błota)               | Lübben (Spreewald) | Wappen des Landkreises Dahme-Spreewald       | Lage des Landkreises Dahme-Spreewald im Land Brandenburg       | LDS, KW, LC, LN      | 177.662   | 2.274,52        | 78     | grenzt an Berlin; größter natürlicher See Brandenburgs (Schwielochsee; 13,3 km²); entstanden aus den Kreisen Königs Wusterhausen, Lübben und Luckau                                                            | Schlossinsel in Lübben            |
| Elbe-Elster                                 | Herzberg (Elster)  | Wappen des Landkreises Elbe-Elster           | Lage des Landkreises Elbe-Elster im Land Brandenburg           | EE, FI, LIB          | 98.750    | 1.899,18        | 52     | höchster Punkt Brandenburgs (Heidehöhe, 201,4 m); grenzt an Sachsen und Sachsen-Anhalt; entstanden aus den Kreisen Finsterwalde, Herzberg und Teilen von Bad Liebenwerda                                       | Elstermühle in Plessa             |
| Frankfurt (Oder) (kreisfreie Stadt)         |                    | Wappen der Stadt Frankfurt (Oder)            | Lage der Stadt Frankfurt (Oder) im Land Brandenburg            | FF                   | 57.065    | 147,85          | 386    | kleinste kreisfreie Stadt Brandenburgs; grenzt an Polen | Marienkirche                      |
| Havelland                                   | Rathenow           | Wappen des Landkreises Havelland             | Lage des Landkreises Havelland im Land Brandenburg             | HVL, NAU, RN         | 169.721   | 1.727,32        | 98     | grenzt an Berlin und Sachsen-Anhalt; entstanden aus den Kreisen Nauen und Rathenow | Großer Havelländischer Hauptkanal |
| Märkisch-Oderland                           | Seelow             | Wappen des Landkreises Märkisch-Oderland     | Lage des Landkreises Märkisch-Oderland im Land Brandenburg     | MOL, FRW, SEE, SRB   | 197.785   | 2.158,65        | 92     | grenzt an Polen und Berlin; entstanden aus den Kreisen Seelow, Strausberg und Teilen von Bad Freienwalde | Schloss Neuhardenberg             |
| Oberhavel                                   | Oranienburg        | Wappen des Landkreises Oberhavel             | Lage des Landkreises Oberhavel im Land Brandenburg             | OHV                  | 217.290   | 1.808,18        | 120    | grenzt an Berlin und Mecklenburg-Vorpommern; entstanden aus den Kreisen Gransee und Oranienburg | Schloss Oranienburg               |
| Oberspreewald-Lausitz (Górne Błota-Łužyca)  | Senftenberg        | Wappen des Landkreises Oberspreewald-Lausitz | Lage des Landkreises Oberspreewald-Lausitz im Land Brandenburg | OSL, CA, SFB         | 108.434   | 1.223,47        | 89     | flächenmäßig kleinster Landkreis Brandenburgs; grenzt an Sachsen; größter künstlicher See Brandenburgs (Sedlitzer See; 13,3 km²); entstanden aus den Kreisen Calau, Senftenberg und Teilen von Bad Liebenwerda | Senftenberger See                 |
| Oder-Spree                                  | Beeskow            | Wappen des Landkreises Oder-Spree            | Lage des Landkreises Oder-Spree im Land Brandenburg            | LOS, BSK, EH, FW     | 180.499   | 2.256,75        | 80     | grenzt an Polen und Berlin; entstanden aus den Kreisen Beeskow, Eisenhüttenstadt-Land und Fürstenwalde, sowie der kreisfreien Stadt Eisenhüttenstadt                                                           | Kloster Neuzelle                  |
| Ostprignitz-Ruppin                          | Neuruppin          | Wappen des Landkreises Ostprignitz-Ruppin    | Lage des Landkreises Ostprignitz-Ruppin im Land Brandenburg    | OPR, KY, NP, WK      | 99.372    | 2.526,49        | 39     | grenzt an Mecklenburg-Vorpommern und Sachsen-Anhalt; entstanden aus den Kreisen Neuruppin, Wittstock und Teilen der Kreise Kyritz und Pritzwalk                                                                | Schloss Rheinsberg                |
| Potsdam (Landeshauptstadt)                  |                    | Wappen der Stadt Potsdam                     | Lage der Stadt Potsdam im Land Brandenburg                     | P                    | 184.290   | 188,24          | 979    | Landeshauptstadt; bevölkerungsreichste Stadt Brandenburgs; grenzt an Berlin | Schloss Sanssouci                 |
| Potsdam-Mittelmark                          | Bad Belzig         | Wappen des Landkreises Potsdam-Mittelmark    | Lage des Landkreises Potsdam-Mittelmark im Land Brandenburg    | PM                   | 220.158   | 2.592,04        | 85     | bevölkerungsreichster Landkreis Brandenburgs; Kreisgebiet durch die Stadt Brandenburg an der Havel geteilt, grenzt an Berlin und Sachsen-Anhalt; entstanden aus den Kreisen Brandenburg, Belzig und Potsdam    | Baumblütenfest in Werder          |
| Prignitz                                    | Perleberg          | Wappen des Landkreises Prignitz              | Lage des Landkreises Prignitz im Land Brandenburg              | PR                   | 76.148    | 2.138,53        | 36     | bevölkerungsärmster Landkreis Brandenburgs; grenzt an Mecklenburg-Vorpommern, Niedersachsen und Sachsen-Anhalt; entstanden aus dem Kreis Perleberg und Teilen der Kreise Kyritz und Pritzwalk                  | Kloster Marienfließ               |
| Spree-Neiße (Sprjewja-Nysa)                 | Forst (Lausitz)    | Wappen des Landkreises Spree-Neiße           | Lage des Landkreises Spree-Neiße im Land Brandenburg           | SPN, FOR, GUB, SPB   | 110.580   | 1.656,98        | 67     | grenzt an Polen und Sachsen; entstanden aus den Kreisen Cottbus-Land, Forst, Guben und Spremberg | Spreewaldkahn                     |
| Teltow-Fläming                              | Luckenwalde        | Wappen des Landkreises Teltow-Fläming        | Lage des Landkreises Teltow-Fläming im Land Brandenburg        | TF, JB, LUK, ZS      | 177.420   | 2.104,20        | 84     | grenzt an Berlin und Sachsen-Anhalt; entstanden aus den Kreisen Jüterbog, Luckenwalde und Zossen | Kloster Zinna                     |
| Uckermark                                   | Prenzlau           | Wappen des Landkreises Uckermark             | Lage des Landkreises Uckermark im Land Brandenburg             | UM, ANG, PZ, SDT, TP | 117.797   | 3.077,03        | 38     | flächengrößter Landkreis Brandenburgs; grenzt an Polen und Mecklenburg-Vorpommern; entstanden aus den Kreisen Angermünde, Prenzlau und Templin sowie der kreisfreien Stadt Schwedt/Oder                        | Uckerseen                         |
| Brandenburg                                 | Brandenburg        | Brandenburg                                  | Brandenburg                                                    | Brandenburg          | 2.554.464 | 29.654,36       | 86     | |                                   |